# Виньяле
Виньяле (фр. Vignale, корс. Vignale) — коммуна во Франции, находится в регионе Корсика. Департамент коммуны — Верхняя Корсика. Входит в состав кантона Борго. Округ коммуны — Бастия.
Код INSEE коммуны — 2B350.

## Население
Население коммуны на 2008 год составляло 174 человека.
| 1962 | 1968 | 1975 | 1982 | 1990 | 1999 | 2008 |
| ---- | ---- | ---- | ---- | ---- | ---- | ---- |
| 208  | 213  | 210  | 200  | 176  | 165  | 174  |

## Экономика
В 2007 году среди 110 человек в трудоспособном возрасте (15—64 лет) 69 были экономически активными, 41 — неактивными (показатель активности — 62,7 %, в 1999 году было 54,9 %). Из 69 активных работали 61 человек (39 мужчин и 22 женщины), безработных было 8 (5 мужчин и 3 женщины). Среди 41 неактивных 5 человек были учениками или студентами, 14 — пенсионерами, 22 были неактивными по другим причинам.